# ۲-متیل-۱-پنتانول
۲-متیل-۱-پنتانول (به انگلیسی: 2-Methyl-1-pentanol) با فرمول شیمیایی C۶H۱۴O یک ترکیب شیمیایی است. که جرم مولی آن ۱۰۲٫۱۷۴ g/mol می‌باشد. شکل ظاهری این ترکیب، مایع بی‌رنگ است.